# Kramatwatu (plaats)
Kramatwatu is een bestuurslaag in het regentschap Serang van de provincie Banten, Indonesië. Kramatwatu telt 9938 inwoners (volkstelling 2010).